# Карл-Гайнц Румменігге
Карл-Гайнц Румменігге (нім. Karl-Heinz Rummenigge; нар. 25 вересня 1955, Ліппштадт) — німецький футболіст, нападник. Старший брат Міхаеля Румменігге.
Відомий футболіст, а згодом — функціонер, зараз займає перше місце в списку найвпливовіших людей у німецькому футболі. Володар «Золотого м'яча» 1980 та 1981 років.

## Біографія

### Молодість
Карл-Гайнц Румменігге народився 25 вересня в Ліппштадті. Його прізвище циганського походження від Руменіке. Карл-Гайнц виростав у футбольній сім'ї, його батько був футболістом місцевої команди Боруссія. Його молодший брат Міхаель Румменігге теж грав на високому рівні в «Баварії» та дортмундській «Боруссії», маючи на своєму рахунку два проведені матчі у складі збірної Німеччини. Футбольна кар'єра старшого брата, Вольфганга, пройшла в нижчих німецьких лігах (в другій Бундеслізі).
Румменігге в дитинстві називали Калле. Грати в футбол Калле почав з п'яти років. Уже в цьому віці він постійно грав зі старшими за себе хлопчаками, накручуючи постійно їх на полі своїми фінтами.
Повною мірою його талант (дриблінг, техніка, удар) проявився у виступах за місцеву команду «Боруссія» з Ліппштадту. У дев'ятирічному віці Калле виступав за юніорську команду 14 річних. В одному з матчів чемпіонату він зумів забити 16 голів з 31 командного в тому матчі.
«Не знаю, чому вони поставили у ворота самого низькорослого хлопця. Варто було пустити м'яч на півтораметровій висоті, як він гарантовано опинявся у сітці» — згадував Карл-Гайнц.
Завдяки чудовій грі, яку показав Румменігге, його почали постійно викликати в різні молодіжні збірні. До нього з'явився великий інтерес зі сторони багатьох скаутів. Особливо наполегливими були скаути з «Шальке» Гельзенкірхен, але родина, та й сам Калле не захотів їхати в Гельзенкірхен. Так він залишався у своєму рідному місті до 19 років, при цьому навіть влаштувався на роботу в Народний банк.

### Клубна кар'єра

#### Баварія
К 1974 році Румменігге перейшов у мюнхенську «Баварію», у якій на той час майже всю основу представляли діючі чемпіони світу  — Бекенбауер, Маєр, Мюллер, Брайтнер, Генесс, Шварценбек.
У Карла-Гайнца в команді з'явилася кличка — «червоні щічки». Його називали так тому, що кров дуже часто приливала до його щік: він був ще дуже сором'язливим на той час.
Перед першим офіційним матчем для Карла-Гайнца за Баварію в готелі стався цікавий випадок. Побачивши його поруч з Мюллером, журналіст пожартував «Герд, з яких це пір ти водишся з любителями автографів?» «Ти, напевно, не знаєш цього хлопця. Його прізвище Румменігге, запам'ятай.» — заткнув хама Мюллер. 

 
Перший свій офіційний гол Карл-Гайнц забив в кубковому матчі зі «Штутгартом» з наскоку ввігнавши м'яч, після передачі партнера, під поперечину. 

Руменнігге з Золотим м'ячем в Парижі

Навесні 1975 року Румменігге здобуває свої перший титул — «Баварія» вдруге поспіль виграла Кубок європейських чемпіонів, перемігши у фіналі англійський «Лідс». У двоматчевому двобої за Суперкубок Європи восени 1975 року «Баварія» поступилася київському «Динамо», при безпосередній участі Румменігге.
1976 року «Баварія» втретє перемагає в Кубку європейських чемпіонів — тепер у фінальному матчі обіграний був французький «Сент-Етьєн». У тому ж році «Баварія» виграла і Міжконтинентальний кубок, перемігши бразильський «Крузейро».
Вершиною кар'єри для Румменігге в «Баварії» став початок 1980-х років, коли до нього вже прийшла футбольна зрілість, він став найпопулярнішим німецьким футболістом, чудовим бомбардиром. І лідером нового покоління футболістів «Баварії». 
Загалом за «Баварію» Румменігге відіграв 10 сезонів, здобувши 7 командних титулів (Кубок Європейських чемпіонів (1974/1975, 1975/1976), чемпіон Німеччини (1980, 1981), володар Кубка Німеччини (1982, 1984), Володар Міжконтинентального кубка 1976 року), а також 6 індивідуальних призів (Золотий м'яч (1980, 1981), найкращий футболіст Німеччини (1981), найкращий бомбардир чемпіонату Німеччини (1980, 1981, 1984)).

#### Інтер (Мілан)

Руменнігге в грі за Інтер (Мілан)

У 1984 році Карл-Гайнц Румменігге залишає мюнхенську «Баварію» та переходить у міланський «Інтер», на той момент, трансфер гравця в «Інтер» (Мілан) став рекордним для Бундесліги.
Німецький форвард зі своєю командою зайняв третє місце в Серії А у своєму першому сезоні, забивши 8 м'ячів у 26 матчах, Його кар'єра в Італії явно не задалася, постійні травми не давали йому показувати ту гру, до якої всі звикли. Та й «Інтер» в той час поступався за якістю гри іншому італійському грандові «Ювентусу».
За три роки виступів в Італії Румменігге не здобув жодного титулу, зігравши за команду в усіх офіційних турнірах 107 матчів та забивши 42 голи.

#### Серветт (Швейцарія)
Свою ігрову кар'єру Карл-Гайнц Румменігге закінчував у женевському Серветті, зігравши за команду два роки. Закінчував красиво ставши в останньому своєму сезоні в кар'єрі 1988—1989 рр. найкращим бомбардиром швейцарської ліги.

### Національна збірна

Руменнігге за збірну Німеччини

За національну збірну Німеччини Карл-Гайнц Румменігге дебютував у 1976 році, а вперше забив 8 жовтня 1977 року в товариському матчі проти збірної Італії; Румменігге зробив рахунок 2:0.
Румменігге зіграв в трьох фінальних турнірах чемпіонатів світу з футболу. На своєму першому Чемпіонаті світу, в 1978 році, Карл-Гайнц зробив хет-трик в матчі групового етапу зі збірною Мексики. Правда, мундіаль-1978, в цілому не був дуже успішним для збірної Німеччини, так що це була чи не єдина світла пляма на всьому Чемпіонаті Світу для німців. 
Далі був тріумфальний для німців та особисто Румменігге Чемпіонаті Європи в 1980 році, в якому збірна Німеччини здобула перемогу. Карл-Гайнц хоч і забив всього один м'яч, але у всій красі продемонстрував свої великі можливості. Це в підсумку й стало одним з чинників вручення йому «Золотого м'яча», як найкращому гравцеві Європи за підсумками 1980 року. Таку ж нагороду Румменігге здобуте також в 1981 році.
Через постійну травматичність Румменігге доводилося грати через «не можу» і робити все для перемог своєї команди. У такому стані Румменігге, який вийшов на заміну в знаменитому матчі Чемпіонату світу 1982 року в Іспанії проти Франції, став справжнім героєм, створивши два голи, один з яких забив сам (Румменігге лежав на землі і якимось невідомим нікому чином, дотягнувшись до м'яча, зумів переправити його у ворота).
Виграти той Чемпіонат світу, однак, Німеччина не змогла, поступившись у фіналі чудовій збірній Італії.
На Іспанському мундіалі Румменігге забив 5 м'ячів, ставши другим бомбардиром після неперевершеного, найкращого футболіста Європи 1982 року італійця Паоло Россі. 
Чемпіонату світу 1986 року став останнім великим форумом в кар'єрі Карла-Гайнца Румменігге. На тому турнірі форвард зміг відзначитися лише раз, у фінальному матчі Румменігге забив перший м'яч у ворота Аргентини потім відзначився Руді Феллер, але Аргентина все-таки зуміла вирвати свою перемогу.
Збірна Німеччини через 4 роки взяла реванш в збірної Аргентини, ставши чемпіоном світу 1990 року, та вже без нашого героя, який в 1989 році закінчив кар'єру гравця.
Карл-Гайнц став п'ятим у списку найрезультативніших гравців за всю історію німецької національної команди. Усього за збірну Німеччини Румменігге зіграв 95 матчів та забив 44 голи.

### Коментатор, функціонер
З 1990 року Румменігге починає коментувати матчі національної збірної Німеччини разом з Юппом Гайнкесом.
У 1991 році Карл-Гайнц стає віцепрезидентом мюнхенської «Баварії». На цій посаді Румменігге домігся чималих успіхів і пропрацював до 2002 року, коли його перевели на свою нинішню посаду — голови правління мюнхенської «Баварії».
На сьогодні Румменігге є одним із найвпливовіших людей в німецькому футболі, займаючи першу сходинку у своєрідному рейтингу.

## Статистика виступів
Статистика клубних виступів:
| Клуб             | Сезон     | Чемпіонат | Чемпіонат | Кубок | Кубок | Єврокубки | Єврокубки | Єврокубки | Всього | Всього |
| Клуб             | Сезон     | Матчі     | Голи      | Матчі | Голи  |           | Матчі     | Голи      | Матчі  | Голи   |
| ---------------- | --------- | --------- | --------- | ----- | ----- | --------- | --------- | --------- | ------ | ------ |
| Баварія (Мюнхен) | 1974/1975 | 21        | 5         | 3     | 1     | КЧ        | 4         | 0         | 28     | 6      |
| Баварія (Мюнхен) | 1975/1976 | 32        | 8         | 7     | 2     | КЧ СК     | 9 2       | 3 0       | 50     | 13     |
| Баварія (Мюнхен) | 1976/1977 | 31        | 12        | 5     | 2     | КЧ СК МК  | 6 2       | 1 0       | 46     | 15     |
| Баварія (Мюнхен) | 1977/1978 | 29        | 8         | 3     | 0     | КУ        | 6         | 6         | 38     | 14     |
| Баварія (Мюнхен) | 1978/1979 | 34        | 14        | 2     | 0     |           | —         | —         | 36     | 14     |
| Баварія (Мюнхен) | 1979/1980 | 34        | 26        | 3     | 5     | КУ        | 10        | 5         | 47     | 36     |
| Баварія (Мюнхен) | 1980/1981 | 34        | 29        | 3     | 4     | КЧ        | 8         | 6         | 45     | 39     |
| Баварія (Мюнхен) | 1981/1982 | 32        | 14        | 7     | 7     | КЧ        | 9         | 6         | 48     | 27     |
| Баварія (Мюнхен) | 1982/1983 | 34        | 20        | 2     | 0     | КК        | 6         | 1         | 42     | 21     |
| Баварія (Мюнхен) | 1983/1984 | 29        | 26        | 7     | 4     | КУ        | 6         | 2         | 42     | 32     |
| Німеччина        | Німеччина | 310       | 162       | 42    | 25    |           | 70        | 30        | 422    | 217    |
| Інтер (Мілан)    | 1984/1985 | 26        | 8         | 9     | 5     | КУ        | 9         | 5         | 44     | 18     |
| Інтер (Мілан)    | 1985/1986 | 24        | 13        | 6     | 2     | КУ        | 9         | 3         | 39     | 18     |
| Інтер (Мілан)    | 1986/1987 | 14        | 3         | 5     | 2     | КУ        | 5         | 1         | 24     | 6      |
| Італія           | Італія    | 64        | 24        | 20    | 9     |           | 23        | 9         | 107    | 42     |
| Серветт (Женева) | 1987/1988 | 16        | 10        | 3     | 2     |           | —         | —         | 23     | 12     |
| Серветт (Женева) | 1988/1989 | 34        | 24        | —     | —     | КУ        | 4         | 0         | 34     | 24     |
| Швейцарія        | Швейцарія | 50        | 34        | 3     | 2     |           | 4         | 0         | 57     | 36     |
| Всього           | Всього    | 424       | 220       | 65    | 36    |           | 97        | 39        | 586    | 295    |

Статистика виступів за національну збірну
| Німеччина | 1976   | 2  | 0  |
| Німеччина | 1977   | 6  | 1  |
| Німеччина | 1978   | 12 | 4  |
| Німеччина | 1979   | 8  | 5  |
| Німеччина | 1980   | 10 | 4  |
| Німеччина | 1981   | 11 | 9  |
| Німеччина | 1982   | 13 | 9  |
| Німеччина | 1983   | 10 | 8  |
| Німеччина | 1984   | 8  | 1  |
| Німеччина | 1985   | 6  | 3  |
| Німеччина | 1986   | 9  | 1  |
| Всього    | Всього | 95 | 45 |

## Досягнення

### Командні досягнення
Баварія (Мюнхен)
- Чемпіон Німеччини (2): 1980, 1981
- Володар Кубка Німеччини (2): 1982, 1984
- Володар Суперкубка Німеччини (1): 1982
- Володар Кубка Європейських чемпіонів (2): 1975, 1976
- Фіналіст Кубка Європейських чемпіонів (1): 1982
- Володар Міжконтинентального кубка (1): 1976

 Німеччина
- Срібний призер Чемпіонату світу (2): 1982, 1986
- Чемпіон Європи (1): 1980

### Особисті досягнення
- Найкращий футболіст Європи «Золотий м'яч» (2): 1980, 1981
- Футболіст року в Німеччині (1): 1980
- Найкращий бомбардир чемпіонату Німеччини (3): 1979/1980, 1980/1981, 1983/1984
- Найкращий бомбардир чемпіонату Швейцарії (1): 1988/1989
- Входить в список 100 найкращих футболістів XX століття (по версії журналу World Soccer) під номером 35.
- Входить в список ФІФА 100

## Цитата
Франц Бекенбауер:
Його кар'єра була схожа на казку, яку трохи псували лише постійні травми. Спостерігати за його грою, навіть будучи тренером, було величезним задоволенням, тому що він просто вмів на полі все. Його техніка зовсім не була схожа на ту, що нині нею зветься — трюки з м'ячем та інше, він просто міг пролізти куди завгодно і забити з будь-якого положення. Ось — справжня цінність цього футболіста. Я щасливий, що саме він зараз є одним з керівників Баварії.